# Franz Švigovskij
Franz Švigovskij (fl. XX secolo) è stato un attivista e giardiniere russo, noto per il suo rapporto di amicizia con il futuro rivoluzionario e politico Lev Trotsky.
Trotsky frequentava gli studi nella città di Nikolaev, in Ucraina, quando i due si incontrarono alla fine del 1896. Franz era un personaggio estremamente colto, a cui era permesso leggere libri, opuscoli e vari scritti proibiti o clandestini. Nella sua abitazione, una capanna nei pressi della periferia della città ucraina, si riunivano personaggi che condividevano correnti di pensiero tipiche del socialismo, del comunismo e del populismo. Fu lo stesso Franz ad indirizzare il giovane Lev (all'epoca fortemente scettico) verso ideali socialdemocratici che, dopo la rivoluzione, si muteranno negli ideali comunisti tipici di Trtosky (trotskismo).